# Au cœur de Lascaux
Au cœur de Lascaux est un jeu vidéo de type walking simulator développé par Kheops Studio et édité par The Adventure Company, sorti en 2005 sur Windows, Mac, iOS, Android et Windows Mobile.

## Intrigue
L'intrigue du jeu se déroule au Paléolithique supérieur et met en scène la grotte de Lascaux.

## Accueil
- Adventure Gamers : 3,5/5[1]
- Jeuxvideo.com : 12/20[2]